# گروه خراسان
گروه خراسان، شاخه‌ای از اعضای ارشد القاعده است که در سوریه فعالیت می‌کنند. گزارش شده‌است که این گروه متشکل از تعداد کمی از جنگجویان است که همگی در فهرست‌های نظارتی تروریستی قرار دارند و با جبهه النصره، وابسته رسمی القاعده در سوریه، هماهنگ هستند. در ۱۸ سپتامبر ۲۰۱۴، در یک گردهمایی اطلاعاتی در واشینگتن، دی.سی.، اداره‌کننده اطلاعات ملی وقت، جیمز کلپر، اظهار داشت که «از نظر تهدید برای میهن، گروه خراسان ممکن است به اندازه داعش خطر داشته باشد.»

## نامگذاری گروه
جیمز کلاپر، مدیر اطلاعات ملی آمریکا تأکید کرده خراسان هم‌اکنون در منطقه فعالیت می‌کند و می‌تواند همچون داعش تهدید بزرگی علیه ایالات متحده آمریکا به‌شمار رود. ظاهراً خراسان گروهی است که از افغانستان ریشه گرفته و با توجه به اینکه مدعی هستند افغانستان جزئی از خراسان بزرگ است، نام خود را «خراسان» انتخاب کرده‌اند.

## رهبر گروه
محسن الفضلی کویتی‌الاصل رهبر گروه خراسان بود که هدف خود را نابودی آمریکا و غرب معرفی کرده بود. او یکی از اعضای القاعده بود که در پروژه ۱۱ سپتامبر ۲۰۰۱ و حمله به برج‌های دوقلو نقش داشت و در آن زمان تنها ۲۰ سال داشت. پس از آن نیز روابط نزدیک خود با ابومصعب الزرقاوی را حفظ کرد و بعد از این‌که القاعده فعالیت خود را در سوریه شروع کرد، به سوریه نقل مکان کرد و در میان اعضای جبهه‌النصره جای گرفت. در فعالیت‌های جنگی وی نیز گفته می‌شود، ابتدا در شمال افغانستان برای القاعده می‌جنگید، سپس به چچن رفت تا علیه روسیه بجنگد. او در سوریه تمامی فنون رزمی اعم از کار با انواع سلاح‌های سنگین و مواد منفجره را که پیشتر آموخته، پیاده می‌کند. وی در حمله هوایی آمریکا به پایگاه این گروه در سوریه در ۲۳ سپتامبر ۲۰۱۴ کشته شد.
رهبر جدید این گروه صنفی النصیر (به انگلیسی: Sanafi al-Nasri)در یک حمله هوایی آمریکا در تاریخ ۲۶ مهر ۱۳۹۴ در سوریه کشته شد. این رهبر قبلاً رئیس امور مالی القاعده بوده‌است و گفته می‌شود که پنجمین رهبر رده بالای گروه خراسان بوده‌است که توسط حملات هوایی آمریکا در چهار ماه اخیر کشته شده‌است

## ابهام در خصوص موجودیت
به نوشتهٔ گلن گرینوالد در ۲۸ سپتامبر ۲۰۱۴ در خصوص وجود داشتن گروه خراسان به گونه‌ای معنا دار و قابل شناسایی سؤالاتی جدی وجود دارد. اکی پریتس از مسئولان سابق سیا تا سال ۲۰۰۹ به تایم گفته‌است که در هنگام کار در این سازمان چیزی در خصوص این گروه نشنیده بوده‌است. رابرت فورد سفیر سابق آمریکا در سوریه گفت: «ما در دولت از لفظ خراسان استفاده می‌کردیم ولی نمی‌دانستیم که از کجا آمده‌است.. هر آنچه که می‌دانم این است که آنها خود را چنین نمی‌خوانند.» اندرو مکارتی دادستان فدرال سابق تروریسم در نشنال ریویو نوشته که این گروه قلابی است. «چیزی در مورد آن نشنیده‌اید زیرا وجود ندارد. نامی است که دولت به وجودش آورده»

## اهداف و توانمندی
تاکنون اطلاعات ذیل دربارهٔ ترکیب اعضا و اهداف و روش‌ها و توانمندی این گروه در برخی منابع غربی منتشر شده‌است:
- ترکیب اعضای این گروه چند ملیتی و بیشتر از افغانستان، پاکستان، یمن، سوریه و برخی کشورهای اروپایی هستند.
- دستور کار اصلی این گروه هدایت و اجرای عملیات خرابکاری در کشورهای اروپایی است. بر اساس برآوردهای دستگاه‌های جاسوسی سری آمریکا، افراد مسلح وابسته به خراسان برای آزمایش راه‌های جدید انتقال مواد منفجره از گیت فرودگاه‌ها با سازندگان بمب شاخه القاعده در یمن همکاری می‌کنند.
- برآوردهای اطلاعاتی غربی نشان می‌دهد که این گروه توانمندی‌های خاص‌تری نسبت به گروه‌های مشابه خود دارد. این گروه توانایی انتقال مواد منفجره با ابعاد سنگین‌تر و پیچیده‌تر به اروپا را داراست.
- این گروه شبکه‌ای از گروه‌های شهروندان با ویزای آمریکایی را در اختیار دارد که می‌توانند با حساسیت کمتری به هواپیماهای آمریکایی دسترسی داشته باشند.